# NEW Uラインカード
NEW Uラインカードは、神戸市交通局の磁気式乗車カードである。 2024年（令和6年）12月31日に新規発売を終了した。

## 概要
神戸市営地下鉄・神戸市バスで使用できる、磁気カードによるプリペイドカード式の乗車カードシステムで、カードを自動改札機に直接投入することで自動的に運賃が精算（減額）される。同日中に地下鉄と市バスの両方を乗車することで20円(小児10円)の割引となる。裏面の印字が満杯となった場合は、券売機にて再発行が必要となる。北神線利用の場合、谷上駅では本カードは自動改札機を利用できないため、駅長室での入出場処理が必要となる。

## 販売額及び利用可能額
- 1000円券（利用額1000円・プレミアなし）
- 3000円券（利用額3200円）
- 小児用1000円券（利用額1000円・プレミアなし）

## 歴史
- 1988年（昭和63年) 3月10日 - Uラインカード利用開始。ただしオレンジカード同様、自動券売機・精算機専用で、自動改札機に直接投入しての利用は不可。
- 1993年（平成5年）4月15日 - NEW Uラインカードによるストアードフェアシステム導入。
- 1997年（平成9年）4月1日 - New Uラインカードが市バス対応となる。
- 2001年 （平成13年）7月7日 - 海岸線(夢かもめ)開業に伴い、同線で利用可能となる。
- 2020年 （令和2年）6月1日 - 北神急行電鉄北神線の市営化に伴い、谷上駅での駅長室利用を条件に北神線で利用可能となる。
- 2024年（令和6年）12月31日 - New Uラインカードの発売終了。既に購入した同カードは2025年9月30日まで利用可能。